# آب تیره
آب تیره (به انگلیسی: Dark Water) فیلمی ترسناک-دلهره‌آور، محصول سال ۲۰۰۵ به کارگردانی والتر سالس و بازیگری جنیفر کانلی و تیم راث است.
این فیلم از روی یک فیلم ژاپنی محصول سال ۲۰۰۲ به همین نام بازسازی شده است. از دیگر بازیگران فیلم می‌توان به دوگری اسکات ، جان سی ریلی، پیت پاستویت، پرلا هانی-هاردینه و ایریل گید اشاره کرد. این فیلم بر اساس داستان کوتاه ترسناک آب تیره نوشته کوجی سوزوکی ساخته شده است. این فیلم در تاریخ ۸ ژوئیه ۲۰۰۸ منتشر شد و فروش جهانی اش به ۵۰ میلیون دلار رسید.

## ارتباط فیلم با یک‌ قتل
چیزی که این فیلم را عجیب و غریب میکند ارتباط داستان این فیلم با مرگ الیسا لم است. بعضی از کاربران اینترنت متوجه شباهت‌های غیرمعمول بین مرگ الیسا لم و فیلم ترسناک Dark Water (آب تیره) در سال ۲۰۰۵ شدند. این پرونده از زمان انتشار مورد توجه فرهنگ عمومی بین‌المللی قرار گرفته‌است.